# 斯洛文尼亚护照
斯洛維尼亞護照，是簽發給斯洛文尼亞公民的證件，以方便國際旅行。每個斯洛維尼亞公民也是歐盟公民。護照連同國民身份證允許在歐盟、歐洲經濟區和瑞士的任何國家自由流動和居住。
根據 2018 年 5 月的簽證限制指數，斯洛維尼亞公民無需簽證或落地簽證即可訪問180個國家。由於歐盟條約第21條授予的自由遷徙和居住權，斯洛維尼亞公民可以在歐盟內的任何國家生活和工作。
斯洛維尼亞身份證也適用於前往其他前南斯拉夫共和國的旅行：克羅埃西亞、波士尼亞和黑塞哥維那、馬其頓、黑山、塞爾維亞。
根据2025年1月8日发布的亨利护照指数，斯洛文尼亚护照可免签证、落地签证或电子签证入境185个国家和地区，位居世界第10，与拉脱维亚、立陶宛、阿拉伯联合酋长国护照并列。

## 外部連結
- Brochure of Slovenian biometric passport (pdf file)